# Ostrov (Karlovy Vary-i járás)
Ostrov település Csehországban, a Karlovy Vary-i járásban. Ostrov Hájek, Merklín, Hroznětín, Kyselka, Jáchymov, Sadov, Krásný Les, Velichov és Vojkovice településekkel határos. Lakosainak száma 15 825 fő (2024. január 1.).

## Népesség
A település lakosságának változását az alábbi diagram mutatja:
| Lakosok száma | 3664 | 4577 | 4670 | 16 672 | 19 618 | 17 859 | 17 079 | 16 731 | 16 671 | 15 825 |
|               | 1869 | 1900 | 1921 | 1961   | 1980   | 2011   | 2016   | 2019   | 2021   | 2024   |